# Thyrinteina umbrosa
Thyrinteina umbrosa är en fjärilsart som beskrevs av Claude Herbulot 1971. Thyrinteina umbrosa ingår i släktet Thyrinteina och familjen mätare. Inga underarter finns listade i Catalogue of Life.